# Cerkiew Świętych Piotra i Pawła w Rozborzu Okrągłym
Cerkiew Świętych Piotra i Pawła w Rozborzu Okrągłym – parafialna cerkiew greckokatolicka, zbudowana w latach 1802–1804, znajdująca się w miejscowości Rozbórz Okrągły.
Po 1947 cerkiew przejęta i użytkowana przez Kościół rzymskokatolicki. Pełni funkcję kościoła parafialnego pw. Matki Bożej Szkaplerznej.

## Historia obiektu
Cerkiew wznieśli grekokatolicy w latach 1802–1804. To budowla murowana z przyporami po bokach. Prezbiterium zamknięte trójbocznie z zakrystią od zachodu. W 1833 dobudowano babiniec z wieżą na rzucie kwadratu zwieńczoną wieżyczką na sygnaturkę z hełmem w kształcie iglicy. Dach jednokalenicowy.

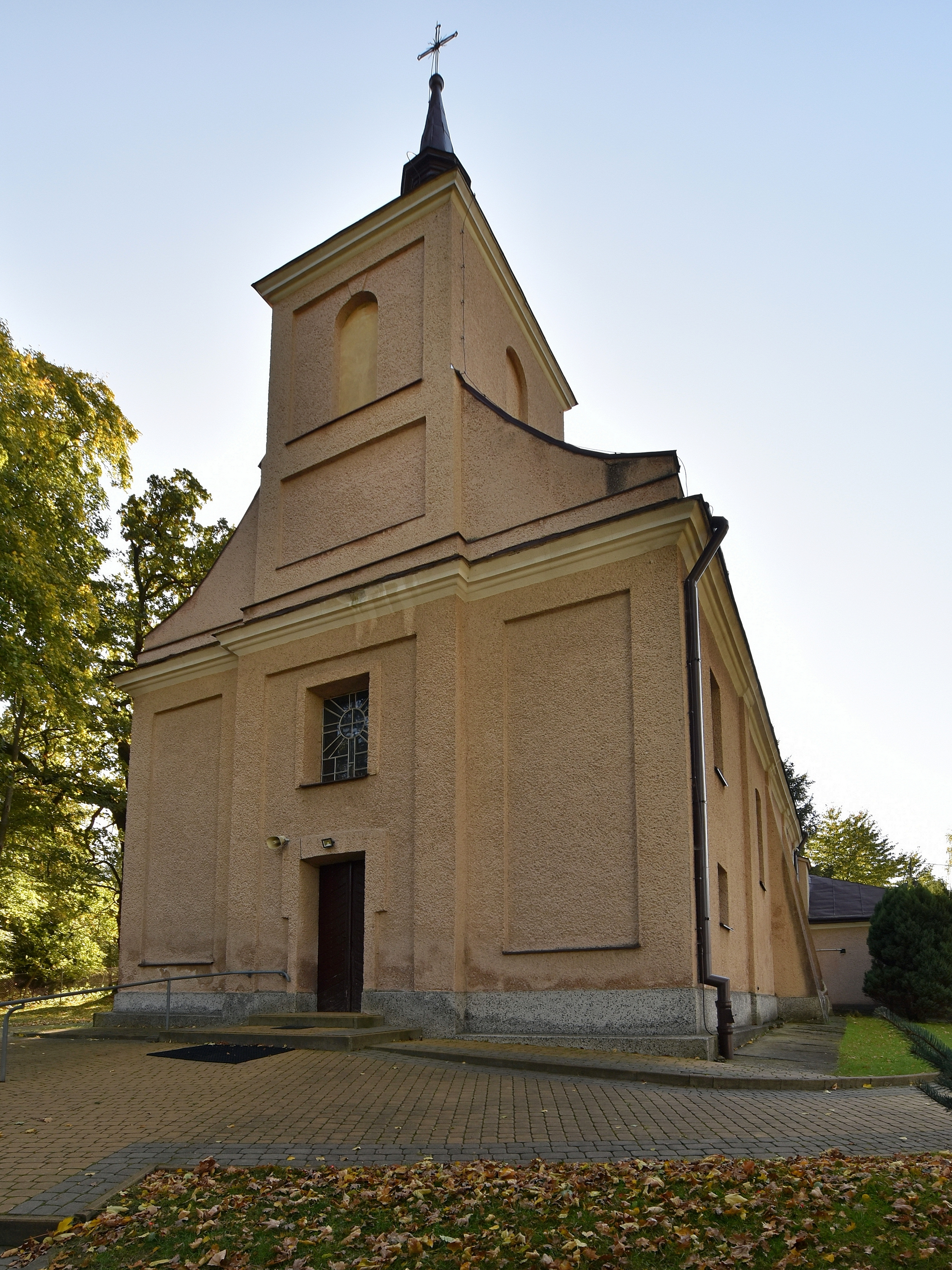
Elewacja frontowa
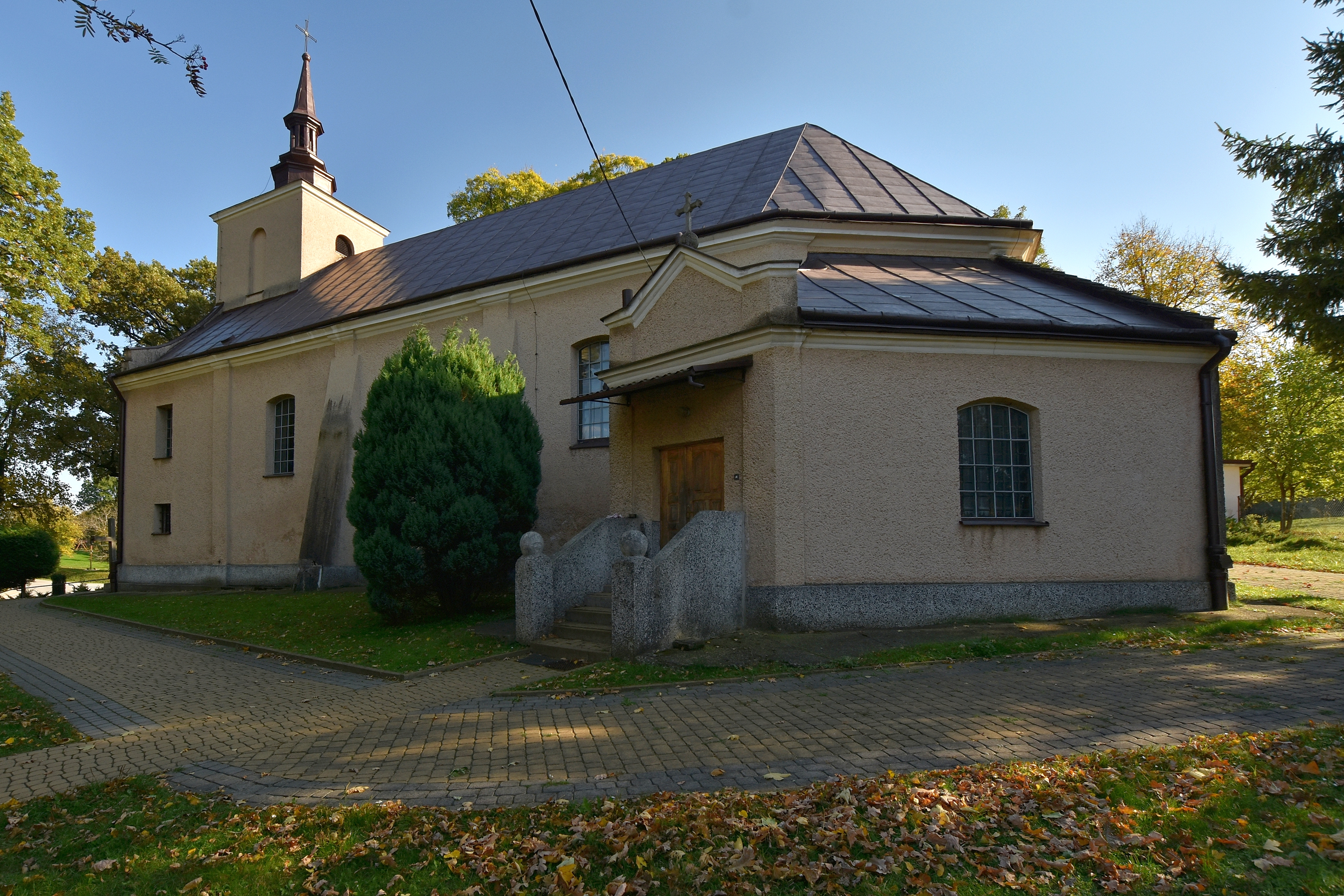
Elewacja boczna
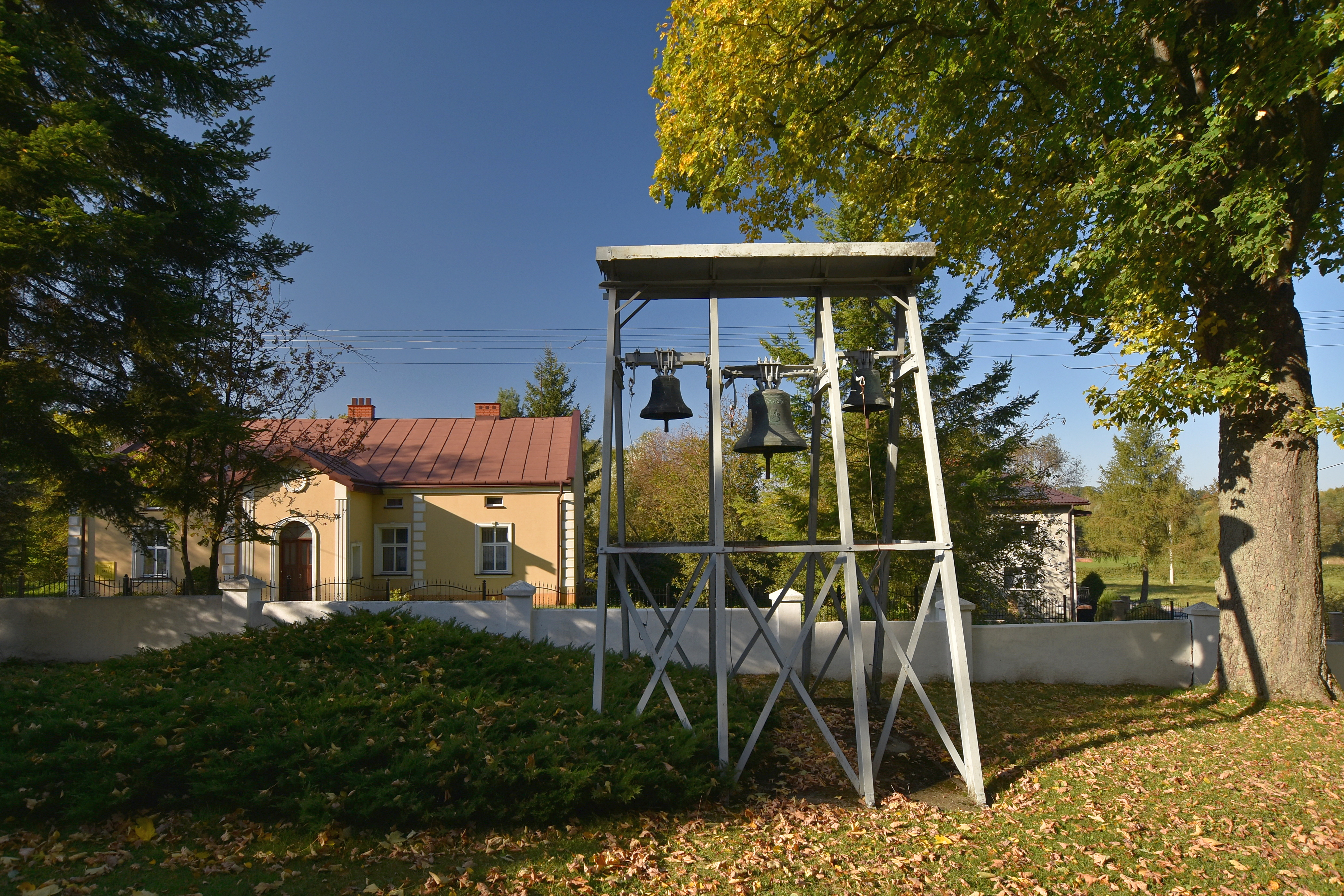
Dzwonnica, plebania